# أم خشيب
أم خشيب هو جبل يقع شمال المدخل الغربي لممر الجدي، شمال سيناء. يبلغ ارتفاعه 723 م فوق مستوى سطح البحر.

## التاريخ
شكل الجبل موقع هام لإسرائيل بعد احتلال سيناء والتي استغلته لإقامة قاعدة أم خشيب (1969-1979) لأعمال المراقبة الإلكترونية للجبهة المصرية، ضمت القاعدة أيضاً موقع قيادة تحت الأرض، بخلاف الرادارات وأجهزة الرصد والاستشعار ومعدات الحرب الإلكترونية.
تعرض مرصد أم خشيب لغارات من الطيران المصري خلال حرب الاستنزاف وفي حرب أكتوبر كان من ضمن أهداف الضربة الجوية الافتتاحية. أخلت إسرائيل القاعدة ودمرت منشآتها بعد توقيع معاهدة كامب ديفيد.